# Herbert Kipp
Herbert Kipp (* 8. März 1903 in Tallinn; † 7. April 1977) war ein estnischer Fußballspieler.

## Karriere
Für die Estnische Nationalmannschaft kam Herbert Kipp im Jahr 1927 zu einem Einsatz im Länderspiel gegen Litauen in Kaunas. Der als Mittelläufer spielende Kipp konnte in dem Spiel das mit 5:0 für die Esten endete, in der 11. Minute das Führungstor erzielen. Im gleichen Jahr war er für den JK Tallinna Kalev in der Estnischen Meisterschaft aktiv.